# Erigorgus erythrocerus
Erigorgus erythrocerus là một loài tò vò trong họ Ichneumonidae.